# Ringkøbing

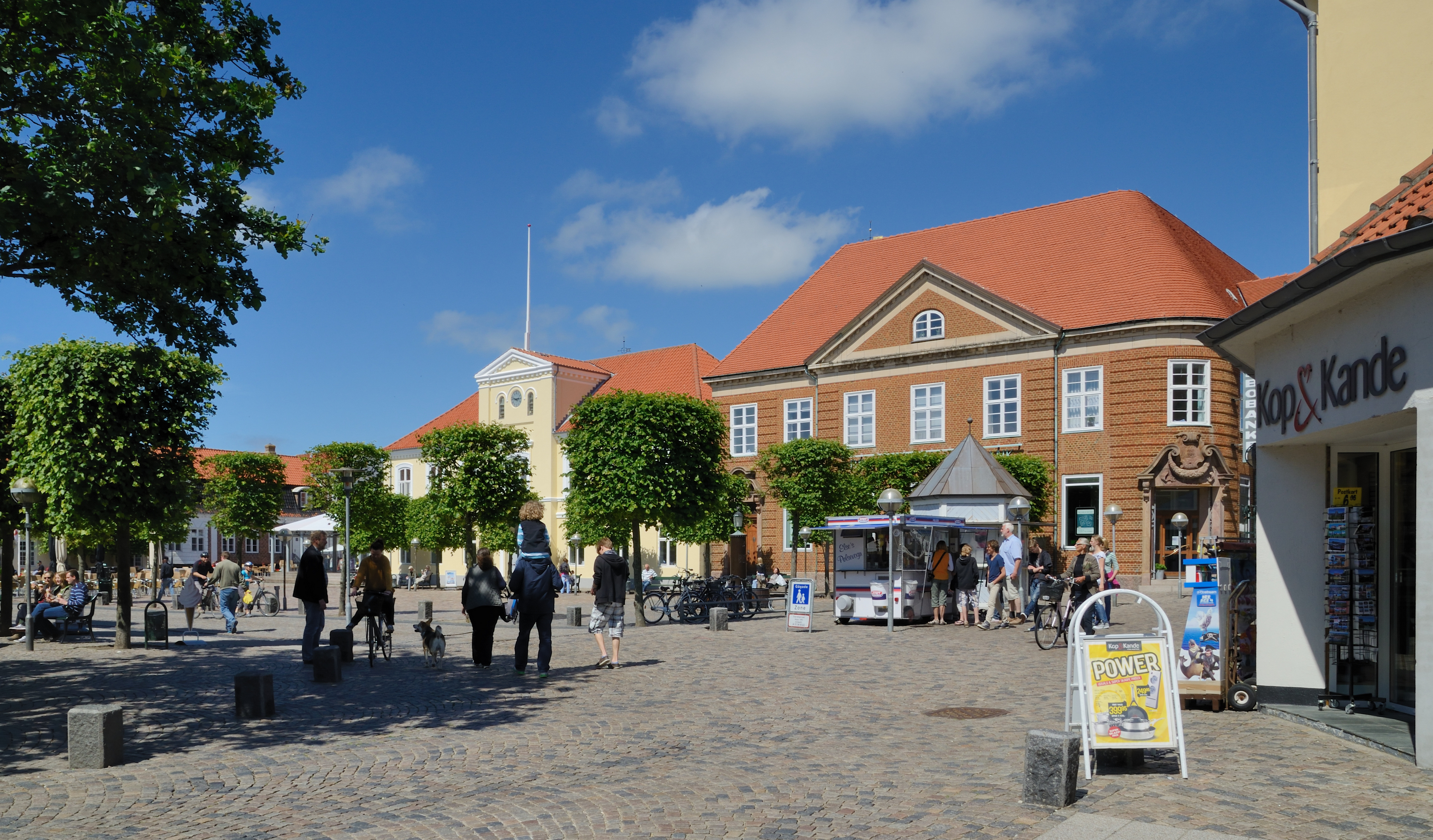
La piazza centrale di Ringkøbing

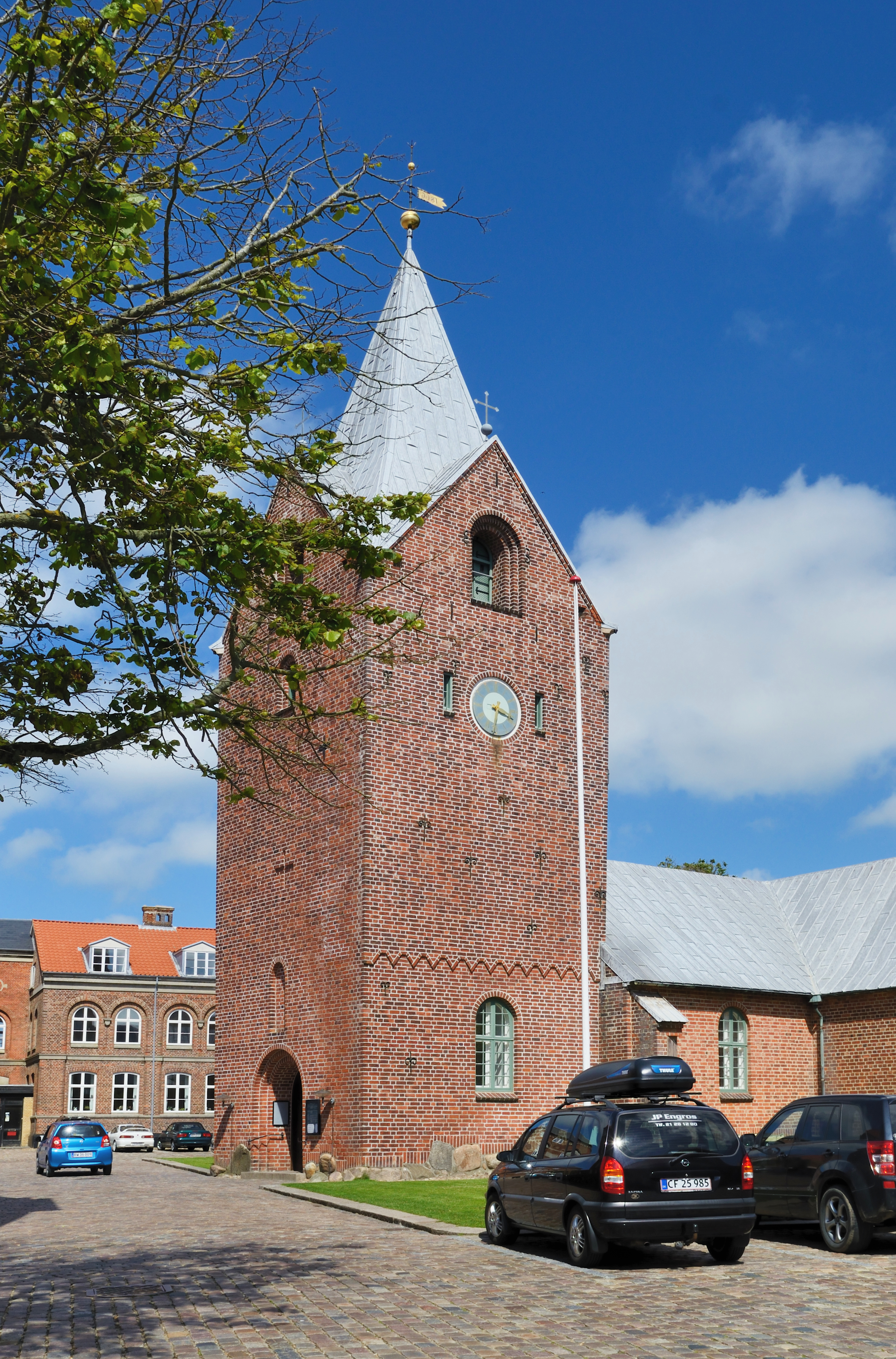
La chiesa di Ringkøbing (Ringkøbing Kirke)

Ringkøbing è un centro abitato appartenente al comune danese di Ringkøbing-Skjern nella regione dello Jutland Centrale. 
Il centro abitato si affaccia sulla baia chiamata Ringkøbing Fjord, sulla costa occidentale della penisola dello Jutland.

## Storia
Il centro abitato venne menzionato intorno al 1325 col nome di Rennumkøpingh, che deriva dall'unione del nome della parrocchia di Rindum con la parola købing, luogo di commerci.
Nella vicina torbiera a Dejbjerg, sono stati ritrovati in noti carri di Dejbjerg: questi depositi votivi furono smontati e collocati ritualmente nella torbiera intorno al 100 a.C..
I ritrovamenti archeologici suggeriscono che la città di Ringkøbing fu fondata nel XIII secolo. A quel tempo era l'unica vera città portuale lungo la costa occidentale danese, essendo riparata dal Mare del Nord dal muro delle dune di Holmsland (Holmsland Klit).
Nel XVII secolo, lo stretto che collegava il fiordo di Ringkøbing al Mare del Nord iniziò a spostarsi verso sud sotto l'influenza del vento e delle maree; ben presto non fu più navigabile. Ringkøbing rimase isolata dal mare fino all'inizio del XX secolo, quando fu costruito un nuovo canale presso la città di Hvide Sande, nel vicino comune di Holmsland.
Il nome Ringkøbing significa "città mercato vicino a Rindum". Nell'XI secolo, nel piccolo villaggio di Rindum era stata costruita una chiesa. Il villaggio è probabilmente ancora più antico. Sono state trovate prove di insediamenti risalenti al VI secolo.
Il 27 gennaio 1443, il privilegio di købstad (città mercato in danese) fu sancito dal re danese Cristoforo di Baviera con una carta reale. Il privilegio reale è molto probabilmente più antico, risalendo al re Valdemaro IV, dato che il documento che sancisce il privilegio reale della città cita il privilegio originale che risale al regno di "Re Valdemar".
Alla fine della Seconda Guerra Mondiale, Ringkøbing fu coinvolta nei test britannici sulle armi V tedesche catturate. I soldati britannici, compresi gli esperti di radar del reggimento di artiglieria britannico, vi stazionarono nell'ottobre 1945 per monitorare la precisione delle armi sparate da una base a Cuxhaven, nella Bassa Sassonia, in Germania. I test facevano parte del processo giudiziario del secondo dopoguerra, per stabilire se l'uso delle armi V costituisse un'uccisione indiscriminata di civili. In realtà, si dimostrarono molto accurati e i nazisti sfuggirono a questa accusa.
La seconda metà del XX secolo è stata un'epoca di crescita, con l'aumento significativo del turismo a Ringkøbing e nell'area circostante e lo sviluppo del commercio e dei servizi. La fine del secolo ha visto una ripresa dell'industria, con l'insediamento di numerose aziende nella città. 
Fino al 1º gennaio 2007 Ringkøbing è stato un comune situato nella contea di Ringkjøbing. Dal 1º gennaio 2007, con l'entrata in vigore della riforma amministrativa, il comune è stato soppresso e accorpato ai comuni di Egvad, Holmsland, Skjern e Videbæk per dare luogo al neo-costituito comune di Ringkøbing-Skjern, compreso nella regione dello Jutland Centrale (in danese Midtjylland). La città ha mantenuto la sua importanza amministrativa essendo stata eletta capoluogo del nuovo comune.